# Ametralladora Tipo 3
La Tipo 3 (三式三十粍固定機銃 San shiki jyū-san mirimētoru kōtei kijū?) era una ametralladora pesada empleada por el Servicio Aéreo de la Armada Imperial Japonesa durante la Segunda Guerra Mundial. Estaba basada en la Browning M2 estadounidense, pero disparaba el cartucho 13,2 x 99 Hotchkiss Largo.

## Historia
La Tipo 3 fue derivada de la Browning M2 de 12,7 mm, pero estaba calibrada para el cartucho 13,2 x 99 Hotchkiss Largo, el mismo que disparaba la Hotchkiss M1929 13,2 mm y su versión japonesa, la Tipo 93. A pesar de la pequeña diferencia de calibre, la Tipo 3 también podía disparar cartuchos 12,7 x 99 Browning.[cita requerida] Fue producida desde 1943 hasta 1945.
La versión fija fue instalada en los últimos modelos del caza Mitsubishi A6M Zero y en los prototipos del Kawanishi N1K Shiden Kai.
También fue evaluada para su instalación sobre afustes flexibles y afustes fijos. La versión para afuste flexible tenía un cañón más largo. Se determinó que era inadecuada para montarse sobre afuste flexible a causa de su peso. La Tipo 3 pesaba 27,5 kg, siendo más pesada que el cañón automático Tipo 99 20 mm (23 kg). La versión para afuste flexible fue descartada en favor de la más ligera Tipo 2.